# Grupa galaktyk M101
Grupa galaktyk M101 – luźna grupa galaktyk znajdująca się w gwiazdozbiorze Wielkiej Niedźwiedzicy w odległości 25 milionów lat świetlnych od Ziemi. Ponieważ jest to grupa słabo zbadana, więc zaledwie kilka galaktyk można z całą pewnością wskazać jako należące do grupy. Możliwe jest również, że w rzeczywistości na obszarze tym znajdują się dwie odrębne grupy galaktyk.
Grupa M101 należy do Supergromady w Pannie.

## Potwierdzone galaktyki grupy M101
| Nazwa       | Typ     | Rektascensja (J2000) | Deklinacja (J2000) | Redshift (km/s) | Wielkość gwiazdowa |
| ----------- | ------- | -------------------- | ------------------ | --------------- | ------------------ |
| UGC 8331    | IAm     | 13h 15m 30,3s        | +47° 29′ 56″       | 260             | 14,6               |
| Messier 51  | Sbc     | 13h 29m 56,2s        | +47° 13′ 50″       | 600             | 8,96               |
| NGC 5195    | SB0     | 13h 29m 59,6s        | +47° 15′ 58″       | 465             | 10,45              |
| Messier 101 | Sc      | 14h 03m 12,5s        | +54° 20′ 56″       | 241             | 8,31               |
| NGC 5474    | Sc      | 14h 05m 01,6s        | +53° 39′ 44″       | 273             | 11,28              |
| NGC 5477    | Sc/I    | 14h 05m 33,3s        | +54° 27′ 40″       | 304             | 14,36              |
| NGC 5585    | SAB(s)d | 14h 19m 48,2s        | +56° 43′ 45″       | 293             | 11,2               |
| UGC 9405    | dG      | 14h 35m 24,1s        | +57° 15′ 21″       | 222             | 15,1               |

## Galaktyki prawdopodobnie należące do grupy M101
| Nazwa       | Typ      | Rektascensja (J2000) | Deklinacja (J2000) | Redshift (km/s) | Wielkość gwiazdowa |
| ----------- | -------- | -------------------- | ------------------ | --------------- | ------------------ |
| UGC 8313    | SB(s)c?  | 13h 13m 53,9s        | +42° 12′ 31″       | 593             | 14,4               |
| Messier 63  | SA(rs)bc | 13h 15m 49,3s        | +42° 01′ 45″       | 484             | 9,31               |
| UGC 8659    | Im       | 13h 40m 34,2s        | +55° 25′ 49″       | 5037            | 16,6               |
| Holmberg IV | IB(s)m   | 13h 54m 45,7s        | +53° 54′ 03″       | 144             | 13,81              |
| UGC 8882    | dGsp     | 13h 57m 14,7s        | +54° 06′ 03″       | 250             | 16,0               |
| PGC 49674   |          | 13h 57m 37,9s        | +51° 58′ 26″       |                 | 16                 |
| PGC 50911   | Ir       | 14h 15m 09,3s        | +57° 05′ 15″       | 320             | 16,5               |